# 824 Anastasia
824 Anastasia је астероид главног астероидног појаса са пречником од приближно 34,14 .
Афел астероида је на удаљености од 3,165 астрономских јединица (АЈ) од Сунца, а перихел на 2,424 АЈ. 
Ексцентрицитет орбите износи 0,132, инклинација (нагиб) орбите у односу на раван еклиптике 8,115 степени, а орбитални период износи 1706,629 дана (4,672 године). 
Апсолутна магнитуда астероида је 10,41 а геометријски албедо 0,103.
Астероид је откривен 25. марта 1916. године.